# Cymbulia peronii
Cymbulia peronii är en snäckart som beskrevs av de Blainville 1818. Cymbulia peronii ingår i släktet Cymbulia och familjen Cymbuliidae. Inga underarter finns listade i Catalogue of Life.

## Bildgalleri

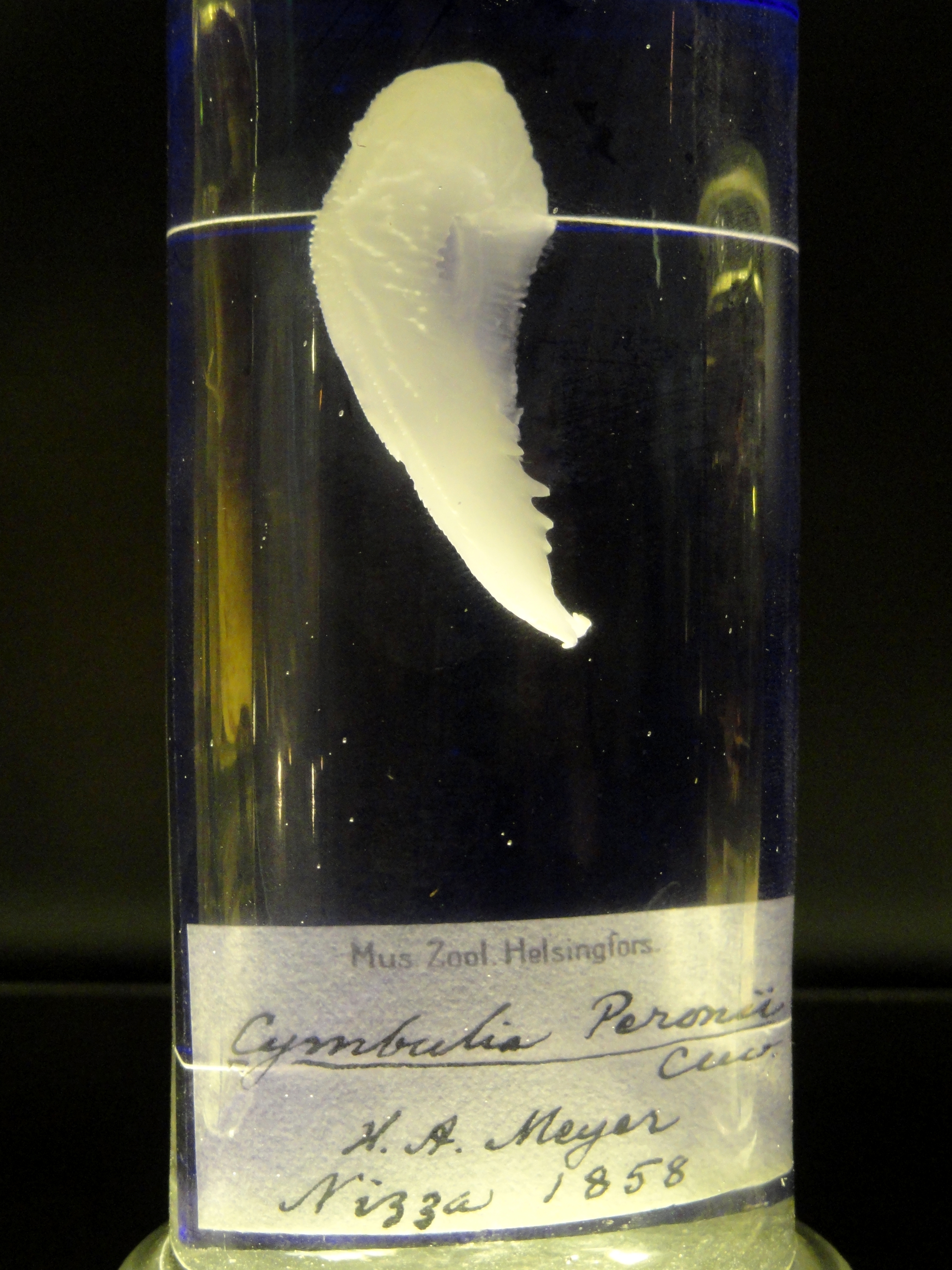